# Pranidhana
Pranidhana (IAST: praṇidhāna) est un terme sanskrit. Il signifie littéralement: vœu ou aspiration solennelle à atteindre un but. Dans le bouddhisme le vœu le plus connu est celui qu'un bodhisattva prononce de devenir un bouddha pour libérer tous les êtres. Pranidhana est pour l'école mahayana une perfection.
Dans l’hindouisme, notamment dans les Yoga-sûtra, ‘pranidhana’ signifie « dévotion » et est synonyme de bhakti. La "dévotion au seigneur" (Ishvara-pranidhana) est l'une des cinq "observances morales", les niyama Selon Vyasa, le commentateur des Yoga-sutra : « I’Īśvarapraṇidhāna, c'est le fait d'offrir toutes ses actions au maître suprême. » . Le YS II, 45 précise par ailleurs : « Par le fait de se dédier au Seigneur le [yogin] accède à la perfection de l’enstase ».